# David Narey
David Narey (Dundee, 1956. június 12. –) skót válogatott labdarúgó. 

## Pályafutása

### Klubcsapatban
Dundee-ban született. 21 éven keresztül egyetlen csapatban a Dundee Unitedben játszott, melynek színeiben 1973 és 1994 között több mint 600 mérkőzésen lépett pályára. Tagja volt az 1983-ban skót bajnokságot nyerő csapatnak. Az 1994–95-ös szezonban a Raith Rovers játékosa volt. 1995-ben csapatával megnyerte a skót másodosztályt és a skót ligakupa döntőjében büntetőkkel legyőzték a Celticet.   

### A válogatottban
1977 és 1989 között 35 alkalommal szerepelt a skót válogatottban és 1 gólt szerzett. 1977 április 27-én egy Svédország elleni mérkőzésen mutatkozott be. Részt vett az 1982-es világbajnokságon, ahol a Brazília elleni csoportmérkőzésen csereként állt be és gólt szerzett. Új-Zéland és a Szovjetunió ellen kezdőként lépett pályára. Tagja volt az 1986-os világbajnokságon szereplő válogatott keretének is. Az NSZK és az Uruguay elleni mérkőzésen a kezdőben kapott helyett, míg Dánia ellen nem játszott.

## Sikerei, díjai
Dundee United
- Skót bajnok (1): 1982–83
- Skót ligakupa-győztes (2): 1979–80, 1980–81
- Skót kupadöntős (4): 1980–81, 1984–85, 1986–87, 1987–88
- UEFA-kupa döntős (1): 1986–87

Raith Rovers
- Skót ligakupa-győztes (1): 1994–95
- Skót másodosztályú bajnok (1): 1994–95